# Instynkt (serial telewizyjny)
Instynkt – polski serial kryminalny w reżyserii Patryka Vegi, emitowany w TVP2 od 3 marca do 26 maja 2011.

## Opis fabuły
Komisarz Anna Oster (Danuta Stenka) zostaje przeniesiona do wydziału zabójstw stołecznej policji. Szefowie cenią detektyw za jej doświadczenie i skuteczność. Przy prowadzeniu śledztw Oster kieruje się nie tylko rzetelną wiedzą, lecz także swoim niezwykłym policyjnym instynktem. Dla współpracowników jest nieprzystępna, co ma związek z jej tajemniczą przeszłością. Jej partnerem zostaje podkomisarz Krzysztof Tarkowski (Szymon Bobrowski). Nie akceptuje on metod działania starszej koleżanki i jej ambicji przywódczych. Często dochodzi między nimi do konfliktów.

## Obsada
- Danuta Stenka jako komisarz Anna Oster
- Szymon Bobrowski jako podkomisarz Krzysztof Tarkowski
- Piotr Głowacki jako Grzegorz Wójcik
- Paweł Królikowski jako Jan Rogoż
- Marieta Żukowska jako Aleksandra Lewicka
- Witold Dębicki jako "Kulawy"

## Spis odcinków
| Data emisji | Nr | Tytuł               | Oglądalność |
| ----------- | -- | ------------------- | ----------- |
|             |    |                     |             |
| 03.03.2011  | 1  | Diabelskie sztuczki | 1 835 441   |
|             |    |                     |             |
| 10.03.2011  | 2  | Zniknięcie          | 1 543 017   |
|             |    |                     |             |
| 17.03.2011  | 3  | Złamane serce       | 1 517 804   |
|             |    |                     |             |
| 24.03.2011  | 4  | Znak Lucyfera       | 1 424 746   |
|             |    |                     |             |
| 31.03.2011  | 5  | Ten pierwszy raz    | 1 492 389   |
|             |    |                     |             |
| 07.04.2011  | 6  | Bilet do slawy      | 1 610 031   |
|             |    |                     |             |
| 14.04.2011  | 7  | Klątwa              | 1 547 431   |
|             |    |                     |             |
| 21.04.2011  | 8  | Wiatr we włosach    | 1 572 304   |
|             |    |                     |             |
| 28.04.2011  | 9  | Sąsiedzi            | 1 477 822   |
|             |    |                     |             |
| 05.05.2011  | 10 | Łagodna             | 1 641 921   |
|             |    |                     |             |
| 12.05.2011  | 11 | Dobrodziej          | 1 537 375   |
|             |    |                     |             |
| 19.05.2011  | 12 | Hycel               | 1 275 677   |
|             |    |                     |             |
| 26.05.2011  | 13 | Oster               | 1 392 182   |